# Базеликадуче (Пјаченца)
Базеликадуче је насеље у Италији у округу Пјаченца, региону Емилија-Ромања.
Према процени из 2011. у насељу је живело 102 становника. Насеље се налази на надморској висини од 58 м.